# 1952 en chimie
Cet article présente les faits marquants de l'année 1952 en chimie.

## Évènements
- Alan Walsh pionnier dans le domaine de la spectroscopie d'absorption, une importante méthode quantitative qui permet de mesurer la concentration spécifique d'un composant dans un corps[1].
- Janvier : le biologiste américain Gregory Pincus annonce que la progestérone, une hormone de synthèse, imbibe l'ovulation des lapines. Il met au point la première pilule contraceptive en 1956 en la combinant avec des œstrogènes[2].
- 30 janvier : Robert Burns Woodward, Geoffrey Wilkinson, et Ernst Otto Fischer découvrent la structure du ferrocène, une des premières découvertes qui marque le début de la chimie organométallique[3],[4].
- 1er mars : Les biochimistes britannique Jack Gross et Rosalind Pitt-Rivers publient leur découverte de l'hormone thyroïdienne triiodothyronine[5].
- 2 mai : la chimiste britannique Rosalind Franklin et le doctorant Raymond Gosling réalisent au King's College de Londres une photographie d'une fibre d'ADN par cristallographie aux rayons X[6],[7],[8],[9],[10]. Rosalind Franklin en tire la conclusion que l'ADN est une hélice double d'un diamètre de 2 nm et avec des arêtes de phosphates de sucre à l'extérieur de l'hélice, se basant sur des études de diffraction des rayons X[11]. Elle suppose que les deux arêtes de phosphates de sucre ont une relation spéciale entre eux.
- 1er septembre : Frederick Sanger et E. O. P. Thompson complètent leur analyse chromatographique de la séquence des aminoacides de l'insuline dans un article publié dans le Biochemical Journal[12].
- Décembre : Albert Ghiorso et son équipe de l'Université de Californie à Berkeley découvrent l'Einsteinium (Es), élément chimique de numéro atomique 99[13].
- Fermium découvert par Argonne National Laboratory, Los Alamos Laboratory, et l'Université de Californie[14],[15].
- Les scientifiques russes L. V. Radushkevich et V. M. Lukyanovich publient des images claires de nanotubes de carbone dans le Russian Journal of Physical Chemistry[16].

## Prix
- Prix Nobel de chimie : Archer John Porter Martin et Richard Laurence Millington Synge pour leur invention de la chromatographie de partage[17].
- Médaille Garvan-Olin : Gladys Emerson[18]
- Prix Ernest-Guenther : Yves-Rene Naves[19]
- ACS Award in Pure Chemistry : Harrison S. Brown[20]
- Médaille Priestley : Samuel C. Lind[21],[22]
- Médaille Davy : Alexander Robertson en reconnaissance de ses recherches sur la chimie des produits naturels, en particulier la large gamme de glycosides, les principes amers et les matières colorantes hétérocycliques contenant des atomes d'oxygène[23],[24].
- Claude S. Hudson Award in Carbohydrate Chemistry : Melville L. Wolfrom[25]
- Médaille William-H.-Nichols : Frank H. Spedding[26]

## Naissances
- 1er février : Roger Tsien, biochimiste américain, prix Nobel de chimie en 2008.
- 23 mai : Ugo Bardi, chimiste et universitaire italien.
- 9 juillet : François Diederich (en) (mort en 2020), chimiste spécialisé en chimie organique luxembourgeois.
- Hervé Arribart, physicien, chimiste et professeur français.

## Décès
- 8 avril : Tadeusz Estreicher (né en 1871), chimiste, historien et chercheur en cryogénie polonais.
- 4 ou 5 août : Jack Drummond (né en 1891), biochimiste britannique.
- 2 novembre[27] : Chaim Weizmann (né en 1874), chimiste britannique puis israélien, premier président d'Israël[27].
- 27 décembre[28] : Mary Engle Pennington (née en 1872), chimiste, bactériologiste et ingénieur en réfrigération américaine.